# Siamo tutti assassini
Siamo tutti assassini (Nous sommes tous des assassins) è un film del 1952 diretto da André Cayatte, vincitore del Premio Speciale della Giuria al 5º Festival di Cannes.

## Riconoscimenti
- 1952 - Festival di Cannes
  - Premio speciale della giuria